# Jaume Grau Casas
Jaume Grau Casas (Barcelona, 1896 - Valencia, 1950) fue un escritor español en lengua catalana que compuso muchas de sus obras en esperanto.

## Vida
Hijo de Sebastià Grau i Fageda, hermano del también esperantista Josep Grau i Casas, profesionalmente trabajó como contable, traductor, escritor y como secretario del Ayuntamiento de San Quintín de Mediona.
Participó en diversas actividades sociales y políticas, sobre todo relacionadas con el nacionalismo catalán. Como consecuencia de ellas estuvo preso varios meses entre los años 1934 y 1935 y también en 1938, durante los enfrentamientos dentro del campo republicano en Barcelona.
De estas experiencias nacieron "Records de la presó" (1934 y 1935) y "Nous records de la presó" (1938), algunos de cuyos textos habían sido publicados en diarios de la época.
En 1939 tuvo que exiliarse y pasó por diversos campos de refugiados: Argelès, Bram, vuelta a Argelès, Récébedou, Nexon, Séreilhac, Tombebouc. Posteriormente se afincó en Toulouse. Vuelve a España en 1948.

## Actividad como esperantista
Su actividad más conocida fue como impulsor del idioma internacional esperanto. Ocupó numerosas responsabilidades:
- Presidente del Grupo Esperantista Barcelona Stelo.
- Secretario de la Federación Esperantista Catalana.
- Director de Kataluna Esperantisto.
- Profesor de esperanto del Ateneu Enciclopèdic Popular.
- Vicepresidente de la Academia de Esperanto

## Obras
Jaume Grau Casas fue el redactor y máximo impulsor de una obra muy importante en el mundo esperantista, Kataluna Antologio, traducción de una selección de textos en catalán. 
Otras obras son:
- Poemas en esperanto:
  - Amaj Poemoj, 1924.
  - Novaj Amaj Poemoj, 1927.
  - La lasta poemo, 1936.
- Poemas en catalán:
  - Somni d'uns dies juny, 1936.
- Poemas en castellano:
  - El suplicio de tántalo, 1937.
- Traducciones:
  - Kataluna Antologio, 1925.
  - La kataluna popolkanto, 1925.
  - Barbaraj prozaĵoj, traducción de Prudenci Bertrana, 1926.
- Curso de esperanto:
  - Llengua auxiliar internacional Esperanto Primer Manual, 1930.
  - Curs Complet de la llengua internacional (Gramàtica, Exercicis i Diccionari), 1934.

Cuando le sorprendió la muerte trabajaba en una antología de literatura en castellano. 